# Alpiner Skieuropacup 2008/09
Die Saison 2008/09 des Alpinen Skieuropacups begann am 4. November 2008 bei den Herren und am 5. November 2008 bei den Damen, jeweils in der Skihalle im französischen Amnéville, und endete am 14. März 2009 in Crans-Montana in der Schweiz. Bei den Herren wurden 32 Rennen ausgetragen (7 Abfahrten, 5 Super-G, 8 Riesenslaloms, 8 Slaloms, 2 Super-Kombinationen und 2 Indoor-Bewerbe), bei den Damen waren es 30 Rennen (5 Abfahrten, 4 Super-G, 8 Riesenslaloms, 8 Slaloms, 3 Super-Kombinationen und 2 Indoor-Bewerbe).

## Europacupwertungen

### Gesamtwertung
| Rang | Name                | Land       | Punkte |
| ---- | ------------------- | ---------- | ------ |
| 1    | Florian Scheiber    | Österreich | 727    |
| 2    | Bernhard Graf       | Österreich | 678    |
| 3    | Petr Záhrobský      | Tschechien | 563    |
| 4    | Philipp Schörghofer | Österreich | 528    |
| 5    | Hagen Patscheider   | Italien    | 511    |
| 6    | Patrick Küng        | Schweiz    | 483    |
| 7    | Michael Gufler      | Italien    | 471    |
| 8    | Alexander Ploner    | Italien    | 433    |
| 9    | Mattias Hargin      | Schweden   | 415    |
| 100  | Jukka Leino         | Finnland   | 395    |

| Rang | Name                 | Land        | Punkte |
| ---- | -------------------- | ----------- | ------ |
| 1    | Karin Hackl          | Österreich  | 700    |
| 2    | Nadja Kamer          | Schweiz     | 576    |
| 3    | Stefanie Moser       | Österreich  | 563    |
| 4    | Carmen Thalmann      | Österreich  | 552    |
| 5    | Margret Altacher     | Österreich  | 548    |
| 6    | Karoline Trojer      | Italien     | 537    |
| 7    | Lene Løseth          | Norwegen    | 479    |
| 8    | Marianne Abderhalden | Schweiz     | 450    |
| 9    | Lena Dürr            | Deutschland | 446    |
| 100  | Marion Pellissier    | Frankreich  | 417    |

### Abfahrt
| Rang | Name            | Land        | Punkte |
| ---- | --------------- | ----------- | ------ |
| 1    | Patrick Küng    | Schweiz     | 379    |
| 2    | Max Franz       | Österreich  | 332    |
| 3    | Tobias Stechert | Deutschland | 270    |
| 4    | Stephan Keppler | Deutschland | 260    |
| 5    | Jonas Fravi     | Schweiz     | 231    |

| Rang | Name                 | Land        | Punkte |
| ---- | -------------------- | ----------- | ------ |
| 1    | Stefanie Moser       | Österreich  | 338    |
| 2    | Anne-Sophie Koehn    | Schweiz     | 168    |
| 3    | Marianne Abderhalden | Schweiz     | 162    |
| 4    | Clothilde Weyrich    | Frankreich  | 158    |
| 5    | Isabelle Stiepel     | Deutschland | 142    |

### Super-G
| Rang | Name             | Land       | Punkte |
| ---- | ---------------- | ---------- | ------ |
| 1    | Petr Záhrobský   | Tschechien | 500    |
| 2    | Florian Scheiber | Österreich | 340    |
| 3    | Manuel Kramer    | Österreich | 218    |
| 4    | Bernhard Graf    | Österreich | 193    |
| 5    | Olivier Brand    | Schweiz    | 173    |

| Rang | Name              | Land        | Punkte |
| ---- | ----------------- | ----------- | ------ |
| 1    | Margret Altacher  | Österreich  | 219    |
| 2    | Stefanie Moser    | Österreich  | 202    |
| 3    | Nadja Kamer       | Schweiz     | 150    |
| 4    | Verena Höllbacher | Österreich  | 137    |
| 5    | Nicola Schmid     | Deutschland | 132    |

### Riesenslalom
| Rang | Name                | Land       | Punkte |
| ---- | ------------------- | ---------- | ------ |
| 1    | Alexander Ploner    | Italien    | 433    |
| 2    | Philipp Schörghofer | Österreich | 411    |
| 3    | Michael Gufler      | Italien    | 343    |
| 4    | Jukka Leino         | Finnland   | 319    |
| 5    | Wolfgang Hell       | Italien    | 310    |

| Rang | Name              | Land       | Punkte |
| ---- | ----------------- | ---------- | ------ |
| 1    | Karin Hackl       | Österreich | 496    |
| 2    | Lene Løseth       | Norwegen   | 339    |
| 3    | Giulia Gianesini  | Italien    | 247    |
| 4    | Stefanie Köhle    | Österreich | 240    |
| 5    | Bernadette Schild | Österreich | 222    |

### Slalom
| Rang | Name             | Land       | Punkte |
| ---- | ---------------- | ---------- | ------ |
| 1    | Mattias Hargin   | Schweden   | 415    |
| 2    | Reinfried Herbst | Österreich | 380    |
| 3    | Urs Imboden      | Moldau     | 276    |
| 4    | Giuliano Razzoli | Italien    | 270    |
| 5    | Patrick Bechter  | Österreich | 236    |

| Rang | Name              | Land               | Punkte |
| ---- | ----------------- | ------------------ | ------ |
| 1    | Marianne Mair     | Deutschland        | 375    |
| 2    | Christina Geiger  | Deutschland        | 350    |
| 3    | Denise Feierabend | Schweiz            | 269    |
| 4    | Lena Dürr         | Deutschland        | 264    |
| 5    | Hailey Duke       | Vereinigte Staaten | 262    |

### Super-Kombination
| Rang | Name              | Land       | Punkte |
| ---- | ----------------- | ---------- | ------ |
| 1    | Hagen Patscheider | Italien    | 160    |
| 2    | Bernhard Graf     | Österreich | 136    |
| 3    | Matteo Marsaglia  | Italien    | 109    |
| 4    | Christian Spescha | Schweiz    | 100    |
| 5    | Michael Gufler    | Italien    | 68     |

| Rang | Name              | Land       | Punkte |
| ---- | ----------------- | ---------- | ------ |
| 1    | Jessica Pünchera  | Schweiz    | 260    |
| 2    | Margret Altacher  | Österreich | 162    |
| 3    | Marion Pellissier | Frankreich | 120    |
| 4    | Karoline Trojer   | Italien    | 106    |
| 5    | Nadja Kamer       | Schweiz    | 100    |

### Indoor Cup
| Rang | Name                | Land       | Punkte |
| ---- | ------------------- | ---------- | ------ |
| 1    | Kjetil Jansrud      | Norwegen   | 100    |
| 2    | Christof Innerhofer | Italien    | 080    |
| 3    | Hans Olsson         | Schweden   | 060    |
| 4    | Alexandre Anselmet  | Frankreich | 050    |
| 5    | Patrick Bechter     | Österreich | 045    |

| Rang | Name              | Land        | Punkte |
| ---- | ----------------- | ----------- | ------ |
| 1    | Katharina Dürr    | Deutschland | 100    |
| 2    | Marianne Mair     | Deutschland | 080    |
| 3    | Verena Höllbacher | Österreich  | 060    |
| 4    | Karen Persyn      | Belgien     | 050    |
| 5    | Anna Fenninger    | Österreich  | 045    |

## Podestplatzierungen Herren

### Abfahrt
| Datum      | Ort                     | 1. Platz                                     | 2. Platz                                     | 3. Platz                                     |
| ---------- | ----------------------- | -------------------------------------------- | -------------------------------------------- | -------------------------------------------- |
| 17.12.2008 | Patscherkofel (AUT)     | Patrick Küng (SUI)                           | Bryon Friedman (USA)                         | Max Franz (AUT)                              |
| 18.12.2008 | Patscherkofel (AUT)     | Abgesagt. Ersatzrennen in Les Orres.         | Abgesagt. Ersatzrennen in Les Orres.         | Abgesagt. Ersatzrennen in Les Orres.         |
| 09.01.2009 | Wengen (SUI)            | Max Franz (AUT)                              | Stephan Keppler (GER)                        | Tobias Stechert (GER)                        |
| 10.01.2009 | Wengen (SUI)            | Stephan Keppler (GER)                        | Tobias Stechert (GER)                        | Jonas Fravi (SUI)                            |
| 19.01.2009 | La Thuile (ITA)         | Abgesagt. Ersatzrennen in Sarntal/Reinswald. | Abgesagt. Ersatzrennen in Sarntal/Reinswald. | Abgesagt. Ersatzrennen in Sarntal/Reinswald. |
| 28.01.2009 | Les Orres (FRA)         | Patrick Küng (SUI)                           | Max Franz (AUT)                              | Vitus Lüönd (SUI)                            |
| 28.01.2009 | Les Orres (FRA)         | Patrick Küng (SUI)                           | Vitus Lüönd (SUI)                            | Dominik Paris (ITA)                          |
| 12.02.2009 | Sarntal/Reinswald (ITA) | Patrick Staudacher (ITA)                     | Gašper Markič (SLO)                          | Dominik Paris (ITA)                          |
| 10.03.2009 | Crans-Montana (SUI)     | Marc Gisin (SUI)                             | Stephan Keppler (GER)                        | Tobias Stechert (GER)                        |

### Super-G
| Datum      | Ort                     | 1. Platz                                    | 2. Platz               | 3. Platz               |
| ---------- | ----------------------- | ------------------------------------------- | ---------------------- | ---------------------- |
| 04.12.2008 | Reiteralm (AUT)         | Florian Scheiber (AUT) Petr Záhrobský (CZE) |                        | Joachim Puchner (AUT)  |
| 30.01.2009 | Les Orres (FRA)         | Petr Záhrobský (CZE)                        | Olivier Brand (SUI)    | Florian Scheiber (AUT) |
| 13.02.2009 | Sarntal/Reinswald (ITA) | Petr Záhrobský (CZE)                        | Manuel Kramer (AUT)    | Matthias Mayer (AUT)   |
| 26.02.2009 | Tarvisio (ITA)          | Petr Záhrobský (CZE)                        | Florian Scheiber (AUT) | Stefan Thanei (ITA)    |
| 12.03.2009 | Crans-Montana (SUI)     | Petr Záhrobský (CZE)                        | Florian Scheiber (AUT) | Manuel Kramer (AUT)    |

### Riesenslalom
| Datum      | Ort                 | 1. Platz                          | 2. Platz                          | 3. Platz                          |
| ---------- | ------------------- | --------------------------------- | --------------------------------- | --------------------------------- |
| 02.12.2008 | Reiteralm (AUT)     | Marcel Hirscher (AUT)             | Kryštof Krýzl (CZE)               | Christoph Nösig (AUT)             |
| 11.12.2008 | St. Vigil (ITA)     | Alexander Ploner (ITA)            | Marcus Sandell (FIN)              | Christoph Nösig (AUT)             |
| 14.01.2009 | Oberjoch (GER)      | Philipp Schörghofer (AUT)         | Kjetil Jansrud (NOR)              | Wolfgang Hell (ITA)               |
| 24.01.2009 | La Toussuire (FRA)  | Abgesagt. Ersatzrennen in Soldeu. | Abgesagt. Ersatzrennen in Soldeu. | Abgesagt. Ersatzrennen in Soldeu. |
| 04.02.2009 | La Molina (ESP)     | Philipp Schörghofer (AUT)         | Jukka Leino (FIN)                 | Alexander Ploner (ITA)            |
| 05.02.2009 | Soldeu (AND)        | Philipp Schörghofer (AUT)         | Jukka Leino (FIN)                 | Stephan Görgl (AUT)               |
| 06.02.2009 | Soldeu (AND)        | Stephan Görgl (AUT)               | Omar Longhi (ITA)                 | Christoph Nösig (AUT)             |
| 19.02.2009 | Monte Pora (ITA)    | Alexander Ploner (ITA)            | Stephan Görgl (AUT)               | Tim Jitloff (USA)                 |
| 13.03.2009 | Crans-Montana (SUI) | Wolfgang Hell (ITA)               | Jukka Leino (FIN)                 | Alexander Ploner (ITA)            |

### Slalom
| Datum      | Ort                  | 1. Platz                            | 2. Platz                            | 3. Platz                                            |
| ---------- | -------------------- | ----------------------------------- | ----------------------------------- | --------------------------------------------------- |
| 03.12.2008 | Reiteralm (AUT)      | Reinfried Herbst (AUT)              | Mattias Hargin (SWE)                | Patrick Bechter (AUT)                               |
| 12.12.2008 | St. Vigil (ITA)      | Abgesagt. Ersatzrennen in Oberjoch. | Abgesagt. Ersatzrennen in Oberjoch. | Abgesagt. Ersatzrennen in Oberjoch.                 |
| 19.12.2008 | Obereggen (ITA)      | Reinfried Herbst (AUT)              | Manfred Pranger (AUT)               | Giuliano Razzoli (ITA)                              |
| 20.12.2008 | Pozza di Fassa (ITA) | Mattias Hargin (SWE)                | Reinfried Herbst (AUT)              | Giuliano Razzoli (ITA)                              |
| 15.01.2009 | Oberjoch (GER)       | Reinfried Herbst (AUT)              | Marc Gini (SUI)                     | Felix Neureuther (GER)                              |
| 16.01.2009 | Oberjoch (GER)       | Mattias Hargin (SWE)                | Marc Gini (SUI)                     | Michael Janyk (CAN)                                 |
| 21.01.2009 | Courchevel (FRA)     | Thomas Mermillod Blondin (FRA)      | Sandro Viletta (SUI)                | Kilian Albrecht (BUL)                               |
| 17.02.2009 | Madesimo (ITA)       | Abgesagt.                           | Abgesagt.                           | Abgesagt.                                           |
| 20.02.2009 | Monte Pora (ITA)     | Giuliano Razzoli (ITA)              | Cody Marshall (USA)                 | Kentarō Minagawa (JPN) Alexander Choroschilow (RUS) |
| 14.03.2009 | Crans-Montana (SUI)  | Urs Imboden (MDA)                   | Hannes Brenner (AUT)                | Kilian Albrecht (BUL)                               |

### Super-Kombination
| Datum      | Ort                     | 1. Platz               | 2. Platz                | 3. Platz                  |
| ---------- | ----------------------- | ---------------------- | ----------------------- | ------------------------- |
| 29.01.2009 | Les Orres (FRA)         | Abgesagt.              | Abgesagt.               | Abgesagt.                 |
| 12.02.2009 | Sarntal/Reinswald (ITA) | Bernhard Graf (AUT)    | Hagen Patscheider (ITA) | Michael Gufler (ITA)      |
| 25.02.2009 | Tarvisio (ITA)          | Matteo Marsaglia (ITA) | Hagen Patscheider (ITA) | Philipp Schörghofer (AUT) |

### Indoor
| Datum      | Ort             | 1. Platz             | 2. Platz                  | 3. Platz              |
| ---------- | --------------- | -------------------- | ------------------------- | --------------------- |
| 04.11.2008 | Amnéville (FRA) | Kjetil Jansrud (NOR) | Alexandre Anselmet (FRA)  | Andreas Romar (FIN)   |
| 06.11.2008 | Landgraaf (NLD) | Hans Olsson (SWE)    | Christof Innerhofer (ITA) | Patrick Bechter (AUT) |

Die Ergebnisse beider Rennen wurden addiert und für diese Gesamtwertung Punkte gemäß dem FIS-Punktesystem vergeben.

## Podestplatzierungen Damen

### Abfahrt
| Datum      | Ort                 | 1. Platz                              | 2. Platz                                      | 3. Platz                              |
| ---------- | ------------------- | ------------------------------------- | --------------------------------------------- | ------------------------------------- |
| 14.12.2008 | St. Moritz (SUI)    | Abgesagt. Ersatzrennen in Zauchensee. | Abgesagt. Ersatzrennen in Zauchensee.         | Abgesagt. Ersatzrennen in Zauchensee. |
| 20.12.2008 | Zauchensee (AUT)    | Marion Pellissier (FRA)               | Marion Allard (FRA)                           | Clothilde Weyrich (FRA)               |
| 21.12.2008 | Zauchensee (AUT)    | Abgesagt.                             | Abgesagt.                                     | Abgesagt.                             |
| 15.01.2009 | Caspoggio (ITA)     | Nadja Kamer (SUI)                     | Stefanie Moser (AUT)                          | Marianne Abderhalden (SUI)            |
| 16.01.2009 | Caspoggio (ITA)     | Stefanie Moser (AUT)                  | Angelika Grüner (ITA) Anne-Sophie Koehn (SUI) |                                       |
| 24.02.2009 | Tarvisio (ITA)      | Isabelle Stiepel (GER)                | Francesca Marsaglia (ITA)                     | Margot Bailet (FRA)                   |
| 11.03.2009 | Crans-Montana (SUI) | Stefanie Moser (AUT)                  | Johanna Schnarf (ITA)                         | Marianne Abderhalden (SUI)            |

### Super-G
| Datum      | Ort                 | 1. Platz             | 2. Platz               | 3. Platz                  |
| ---------- | ------------------- | -------------------- | ---------------------- | ------------------------- |
| 29.11.2008 | Kvitfjell (NOR)     | Nadja Kamer (SUI)    | Stefanie Moser (AUT)   | Marion Allard (FRA)       |
| 30.11.2008 | Kvitfjell (NOR)     | Nicola Schmid (GER)  | Margret Altacher (AUT) | Verena Höllbacher (AUT)   |
| 13.12.2008 | St. Moritz (SUI)    | Wendy Siorpaes (ITA) | Britt Janyk (CAN)      | Dominique Gisin (SUI)     |
| 22.12.2008 | Zauchensee (AUT)    | Abgesagt.            | Abgesagt.              | Abgesagt.                 |
| 05.02.2009 | Tarvisio (ITA)      | Abgesagt.            | Abgesagt.              | Abgesagt.                 |
| 12.03.2009 | Crans-Montana (SUI) | Stefanie Moser (AUT) | Margret Altacher (AUT) | Mariella Voglreiter (AUT) |

### Riesenslalom
| Datum      | Ort                           | 1. Platz              | 2. Platz                | 3. Platz                         |
| ---------- | ----------------------------- | --------------------- | ----------------------- | -------------------------------- |
| 22.11.2008 | Funäsdalen (SWE)              | Karin Hackl (AUT)     | Veronica Smedh (SWE)    | Lene Løseth (NOR)                |
| 26.11.2008 | Trysil (NOR)                  | Lene Løseth (NOR)     | Karin Hackl (AUT)       | Carmen Thalmann (AUT)            |
| 08.12.2008 | Claviere (ITA)                | Abgesagt.             | Abgesagt.               | Abgesagt.                        |
| 16.12.2008 | Schruns (AUT)                 | Karin Hackl (AUT)     | Stefanie Köhle (AUT)    | Giulia Gianesini (ITA)           |
| 06.01.2009 | Lenzerheide (SUI)             | Karin Hackl (AUT)     | Andrea Dettling (SUI)   | Carmen Thalmann (AUT)            |
| 19.01.2009 | Courchevel (FRA)              | Marion Bertrand (FRA) | Taïna Barioz (FRA)      | Agnieszka Gąsienica-Daniel (POL) |
| 27.01.2009 | Götschen-Bischofswiesen (GER) | Regina Mader (AUT)    | Karin Hackl (AUT)       | Stefanie Köhle (AUT)             |
| 20.02.2009 | Jasná (SVK)                   | Irene Curtoni (ITA)   | Federica Brignone (ITA) | Tessa Worley (FRA)               |
| 14.03.2009 | Crans-Montana (SUI)           | Olivia Bertrand (FRA) | Lene Løseth (NOR)       | Ana Drev (SLO)                   |

### Slalom
| Datum      | Ort                           | 1. Platz                | 2. Platz               | 3. Platz               |
| ---------- | ----------------------------- | ----------------------- | ---------------------- | ---------------------- |
| 23.11.2008 | Funäsdalen (SWE)              | Frida Hansdotter (SWE)  | Tii-Maria Romar (FIN)  | Christina Geiger (GER) |
| 27.11.2008 | Trysil (NOR)                  | Carmen Thalmann (AUT)   | Marianne Mair (GER)    | Emelie Wikström (SWE)  |
| 09.12.2008 | Montgenèvre (FRA)             | Abgesagt.               | Abgesagt.              | Abgesagt.              |
| 17.12.2008 | Schruns (AUT)                 | Christina Geiger (GER)  | Hailey Duke (USA)      | Lena Dürr (GER)        |
| 08.01.2009 | Melchsee-Frutt (SUI)          | Hailey Duke (USA)       | Carmen Thalmann (AUT)  | Barbara Wirth (GER)    |
| 20.01.2009 | Courchevel (FRA)              | Rabea Grand (SUI)       | Sandra Gini (SUI)      | Barbara Wirth (GER)    |
| 28.01.2009 | Götschen-Bischofswiesen (GER) | Anna Fenninger (AUT)    | Marianne Mair (GER)    | Therese Borssén (SWE)  |
| 18.02.2009 | Zakopane (POL)                | Denise Feierabend (SUI) | Christina Geiger (GER) | Alexandra Daum (AUT)   |
| 13.03.2009 | Crans-Montana (SUI)           | Rabea Grand (SUI)       | Laurie Mougel (FRA)    | Irene Curtoni (ITA)    |

### Super-Kombination
| Datum      | Ort              | 1. Platz                | 2. Platz                                      | 3. Platz                   |
| ---------- | ---------------- | ----------------------- | --------------------------------------------- | -------------------------- |
| 14.12.2008 | St. Moritz (SUI) | Marion Pellissier (FRA) | Jessica Pünchera (SUI)                        | Daniela Merighetti (ITA)   |
| 12.01.2009 | Caspoggio (ITA)  | Nadja Kamer (SUI)       | Margret Altacher (AUT) Jessica Pünchera (SUI) |                            |
| 24.02.2009 | Tarvisio (ITA)   | Jessica Pünchera (SUI)  | Karoline Trojer (ITA)                         | Marianne Abderhalden (SUI) |

### Indoor
| Datum      | Ort             | 1. Platz             | 2. Platz                                 | 3. Platz           |
| ---------- | --------------- | -------------------- | ---------------------------------------- | ------------------ |
| 05.11.2008 | Amnéville (FRA) | Katharina Dürr (GER) | Verena Höllbacher (AUT)                  | Karen Persyn (BEL) |
| 07.11.2008 | Neuss (GER)     | Katharina Dürr (GER) | Anna Fenninger (AUT) Marianne Mair (GER) |                    |

Die Ergebnisse beider Rennen wurden addiert und für diese Gesamtwertung Punkte gemäß dem FIS-Punktesystem vergeben.